# 몰도바 국철
몰도바 국철(Calea Ferată din Moldova, CFM) 또는 몰도바 철도는 몰도바 공화국의 유일한 철도 운영기업으로, 승객 및 화물 운송은 물론 국내 철도 인프라 유지 관리도 담당하고 있다. CFM이 관리하는 네트워크의 총 길이(2009년 기준)는 1,232km(766마일)이며, 그 중 1,218km(757마일)는 1,520mm(4피트 11+27⁄32인치)(광궤), 14km이다. 킬로미터(8.7마일)는 1,435mm(4피트 8+1⁄2인치)(표준 게이지)이다. 전체 네트워크는 단일 트랙이며 전기가 통하지 않는다. 서쪽에는 1,520mm(4피트 11+27⁄32인치)/1,435mm(4피트 8+1⁄2인치)의 브레이크 오브 게이지가 있고 동쪽에는 우크라이나 철도망이 있는 루마니아 철도 네트워크와 접해 있다.
이 기업은 소련의 철도 시스템인 SŽD의 하위 부문인 이전 MŽD의 후속으로 1991년에 탄생했다.